# Pussyworld
Pussyworld, to trzeci studyjny album polskiej grupy stoner metalowej Corruption. Wydany został 27 sierpnia 2002 roku nakładem Metal Mind Records na płycie CD oraz na kasecie magentofonowej. Wydawnictwo zostało zrealizowane w składzie Rafał "Rufus" Trela (śpiew), Krzysztof "Thrashu" Szydło (gitara), Grzegorz "Melon" Wilkowski (perkusja), Paweł "Elektryczny" Kubik (gitara) oraz Piotr "Anioł" Wącisz (gitara basowa).

## Lista utworów
1. "Wardog" - 03:48
2. "Junkie" - 05:02
3. "Wasted" - 05:51
4. "Manitou" - 03:30
5. "Die Young" - 04:02
6. "Whispering" - 05:57
7. "Witcher" - 03:55
8. "Pussy Quest & Chain Saw Hash" - 07:45
9. "Never Get Old" - 04:11
10. "The Day After" - 06:21
11. "Paranoid" (cover Black Sabbath) - 04:08
12. "Perfect Strangers" (cover Deep Purple) - 05:09